# Croce al Valore (Danimarca)
La Croce al Valore è il massimo riconoscimento al valor militare concesso dalla Danimarca a partire dalla data della sua istituzione, 14 novembre 2011, avvenuta per volontà di Margherita II, Regina di Danimarca.

## Descrizione
La decorazione è costituita da una croce patente/teutonica in smalto nero, con incise sulle braccia le scritte, viste in senso orario dal braccio superiore, "FOR", "TAP", "PER" ed "HED" formanti insieme il motto "FOR TAPPERHED" che, dal danese, prende significato in "AL VALORE", sovrastata nel centro da un tondo dorato recante il monogramma reale di Margherita II posto sopra l'incisione dell'anno 2010.
Il retro della medaglia invece, nel tondo, presenta l'incisione del nominativo e del grado di colui al quale è conferita l'onorificenza con anche anno e luogo del conferimento.
Il nastro della meglia è formato da una banda rossa centrale in campo bianco, ornata dalla presenza della stessa placca posta al centro della medaglia stessa.